# Arifureta Shokugyou de Sekai Saikyou
Arifureta Shokugyou de Sekai Saikyou (ありふれた職業で世界最強, Arifureta Shokugyō de Sekai Saikyō) é uma série de light novels japonesa escrita por Ryo Shirakome e ilustrada por Takayaki. Originalmente uma web novel, a série é publicada em versão impressa desde 2015. A história segue Hajime Nagumo, que é transportado para outro mundo com o resto de sua classe para lutar em uma guerra contra uma raça demoníaca. Depois de ser traído e deixado para morrer por um de seus colegas de classe, Hajime começa uma jornada para se aperfeiçoar e encontrar uma maneira de voltar para casa.
A série recebeu uma adaptação em mangá, publicada no site Comic Gardo da Ovelap desde 2016, bem como uma obra derivada de comédia em yonkoma e uma adaptação em mangá do romance prequela, todos os três licenciados pela Seven Seas Entertainment. Uma adaptação em anime pelos estúdios White Fox e Asread foi ao ar de julho a outubro de 2019. Uma segunda temporada adaptada pela Asread e Studio Mother estreou em janeiro de 2022.

## Enredo
O colegial Hajime Nagumo é intimidado por um colega de classe por seu relacionamento com a ídolo da classe, Kaori. Quando ele e o resto de sua classe são enviados para um mundo de fantasia, todos os seus colegas obtêm poderosas habilidades mágicas, enquanto Hajime só ganha a magia alquímica básica para transmutar materiais sólidos, uma habilidade comum geralmente encontrada em artesãos e ferreiros. Durante uma invasão de masmorra, ele é traído por um de seus colegas e jogado no fundo de um abismo. Ele sobrevive à queda e cria armas para escapar do abismo e ficar mais forte. Em sua jornada, encontra-se com a vampira prisioneira Yue, e posteriormente é acompanhado pela coelha Shea, a dragão pervertida Tio e outras.

## Recepção
Foi a 27ª série de light novels mais vendida no primeiro semestre de 2017, com 84 372 cópias vendidas.
Rebecca Silverman, da Anime News Network, gostou da história, elogiando-a por sua premissa central e como foi uma "boa reviravolta nas convenções do gênero", fazendo seu protagonista ter que trabalhar devido seu status de herói superado, em vez de ganhá-lo imediatamente como muitos protagonistas de light novels. Ela criticou a série por sua representação do relacionamento romântico entre Hajime e Yue, chamando-a de "insalubre", e também sentiu que a tradução não era tão boa quanto alguns dos outros lançamentos da J-Novel Club.
A adaptação do anime foi submetida a críticas extremamente afiadas e negativas. Christopher Farris, da Anime News Network, citou problemas de produção como as principais causas do fracasso da série. Apontou para a má qualidade da animação e o primeiro episódio faltando a maior parte da fonte do romance original.